# Uithoflijn

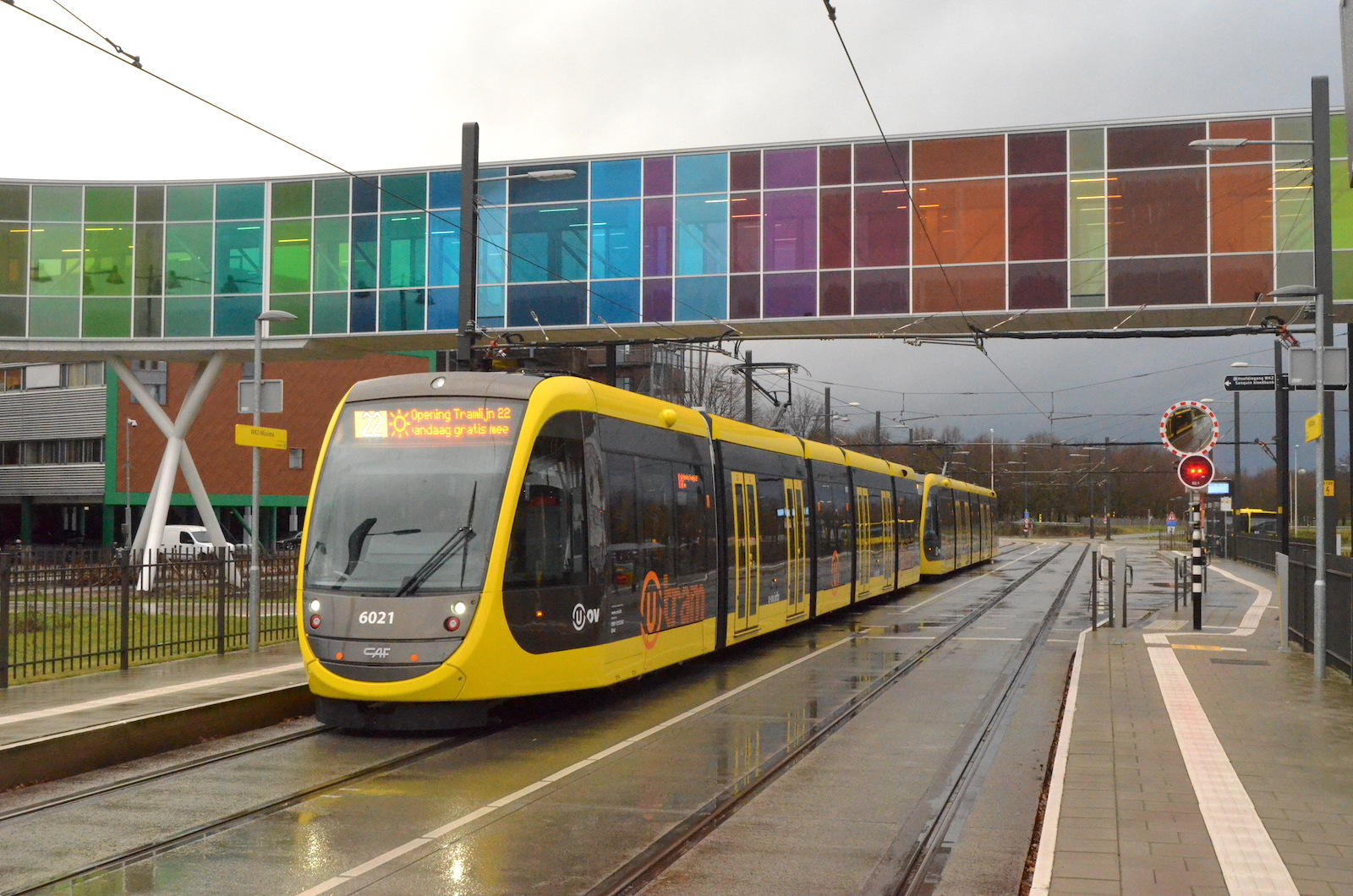
Tramstel 6021 van de Uithoflijn bij de halte WKZ / Maxima, op de openingsdag; 14 december 2019.

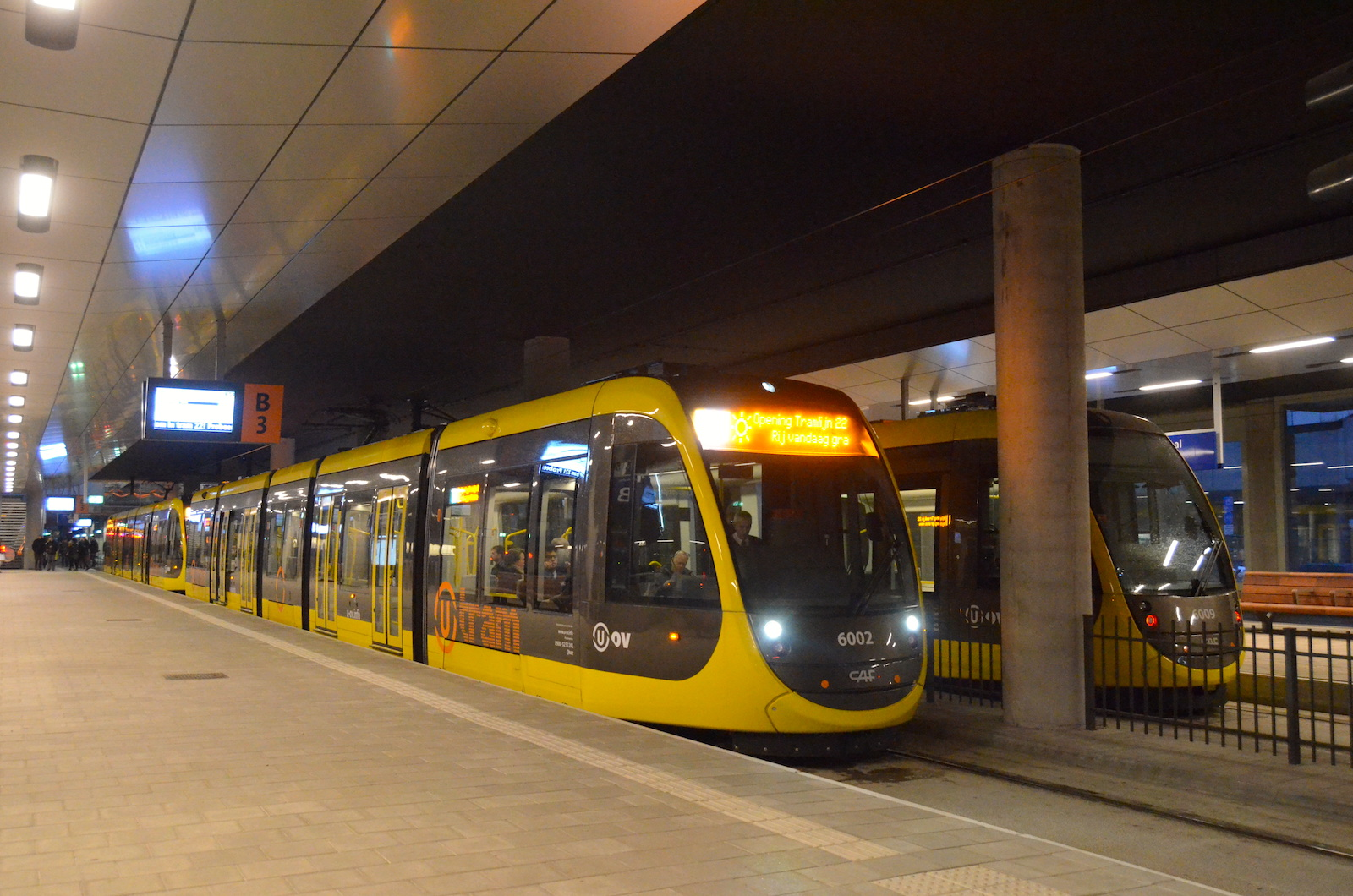
Tramstel 6002 van de Uithoflijn bij de halte Utrecht CS Centrumzijde, op de openingsdag; 14 december 2019.

De Uithoflijn is een sneltramlijn (niet bediend in het weekend, behalve op wedstrijddagen van FC Utrecht) in de stad Utrecht van station Utrecht Centraal naar De Uithof, het Utrecht Science Park. Het traject is het gemeenschappelijke deel van de tramlijnen 20, 21 en 22 in het net van U-OV, met gemeenschappelijk eindpunt P+R Science Park, en als het andere eindpunt respectievelijk Nieuwegein-Zuid, IJsselstein-Zuid en station Utrecht Centraal. De trams 20 en 21 stoppen ook aan de Jaarbeurszijde van het station.
Toen de plannen voor de tramlijn werden gemaakt was de werktitel HOV Om de Zuid, aangezien de lijn zuidelijk om enkele woonwijken heengaat, zodat er minder obstakels zijn. De officiële opening vond plaats op 14 december 2019, de reguliere exploitatie begon twee dagen later. De tramlijn vervangt de zeer drukke buslijn 12, die na de ingebruikname van de tram werd opgeheven. De tram volgt tussen het station en de Bleekstraat en tussen de halte Stadion en de rest van het traject de route van de voormalige lijn 12 die daar grotendeels al over vrije busbanen verliep.

## Traject

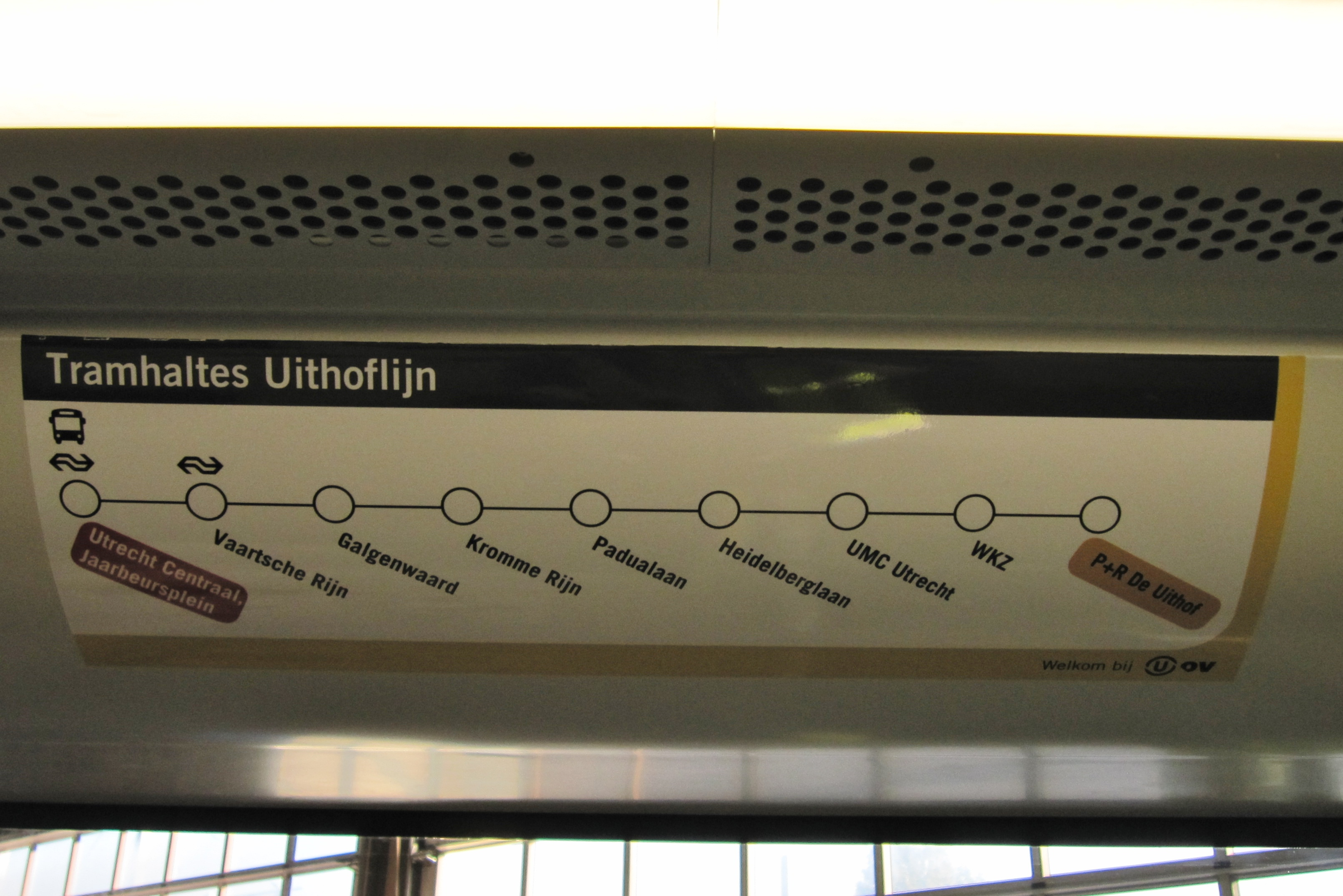
Routeschema Uithoflijn in mock-up van de nieuwe trams.

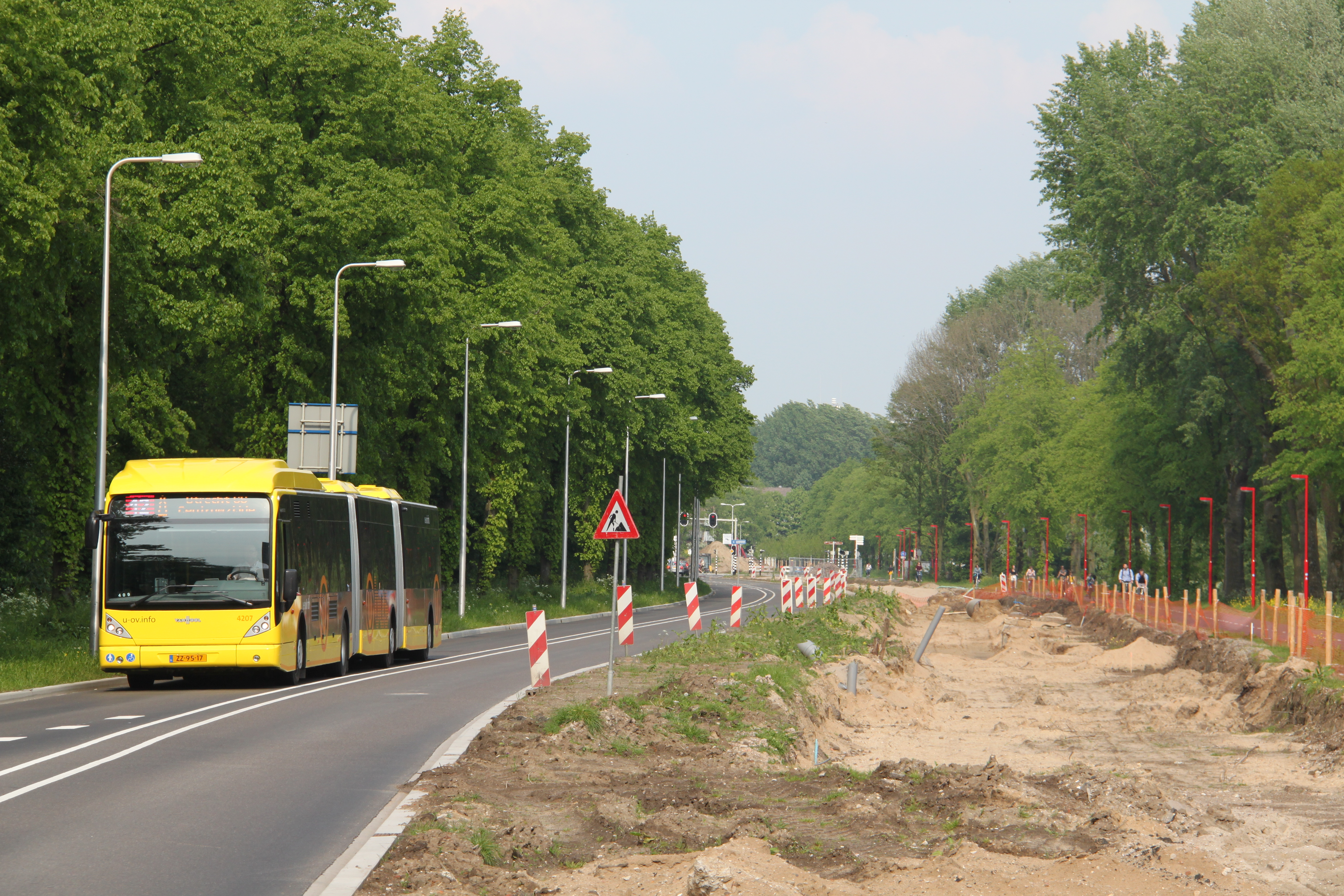
Het in aanleg zijnde tramtracé op de Weg tot de Wetenschap. Links buslijn 12 met een dubbelgelede bus; 25 april 2014.

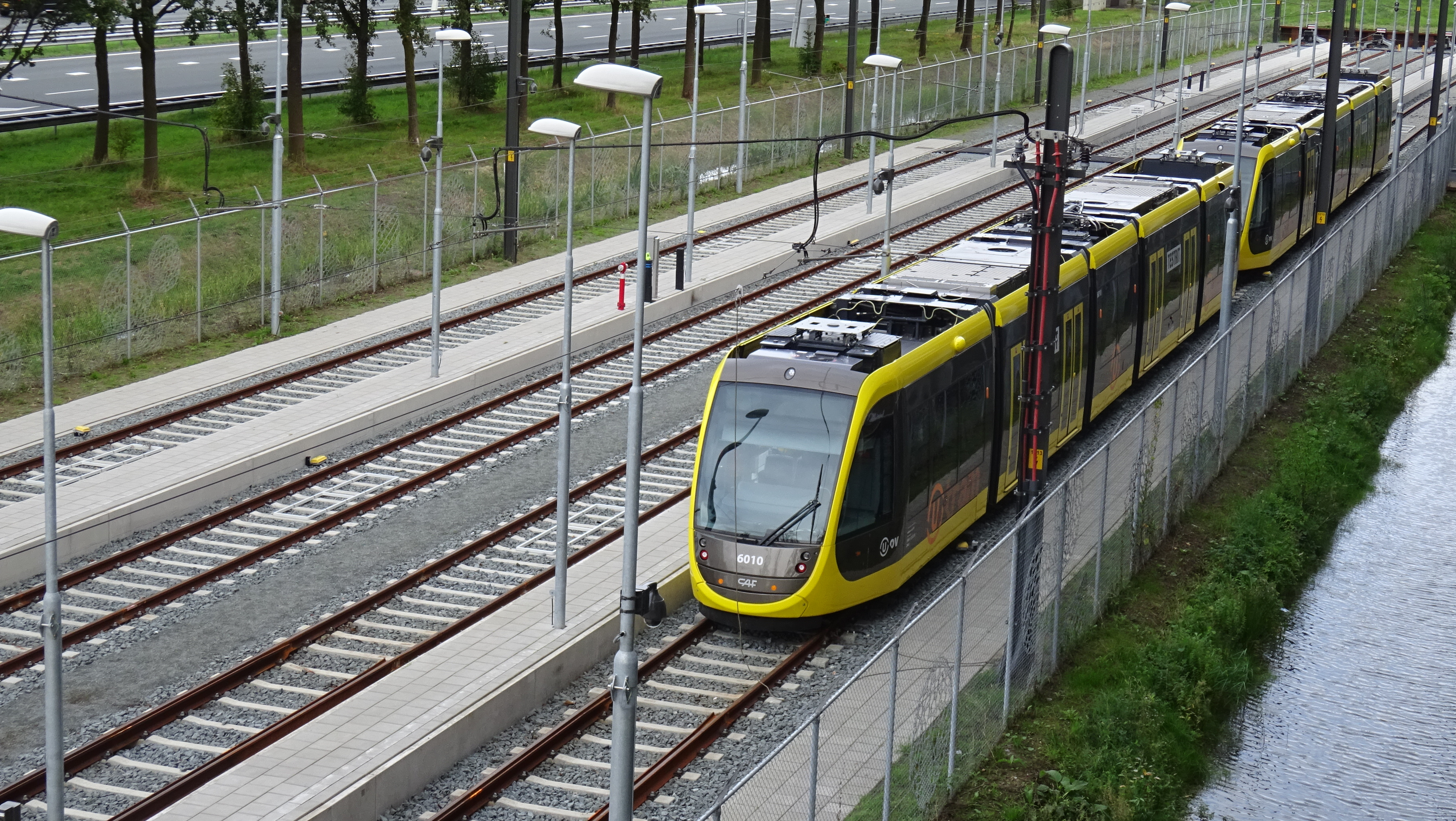
Opstelsporen van de Uithoflijn bij P&R de Uithof met 2 CAF-trams.

De trams vertrekken vanaf station Utrecht Centraal, waar de lijn is aangesloten op de al langer bestaande Utrechtse sneltram naar Nieuwegein en IJsselstein. Vanaf het station voert het tracé parallel langs het spoor richting Arnhem en 's-Hertogenbosch. Met ongelijkvloerse kruisingen volgt de lijn het spoor tot het in 2016 geopende station Utrecht Vaartsche Rijn. Vlak daarna passeert de lijn de begraafplaats Soestbergen. Even voorbij het viaduct van de Waterlinieweg buigt de lijn af via sportpark Koningsweg naar Stadion Galgenwaard. Daar is een overstap mogelijk op lijn 41 (die over dezelfde route als de vroegere lijn 12 naar het Stadion rijdt). Vervolgens rijden de trams langs de Weg tot de Wetenschap onder de A27 door naar de busbaan op De Uithof, waar de lijn eindigt bij het transferium en halte P+R Science Park, dat geopend is op 1 oktober 2013. Voorbij deze eindhalte liggen opstelsporen. Inclusief deze opstelsporen is de lijn 8 km lang.
Politici van GroenLinks in de gemeente Zeist zouden de lijn graag naar Zeist doorgetrokken zien worden.

## Busverbinding Utrecht Centraal – De Uithof
Op 1 november 1966 werd een groepsvervoer-pendeldienst ingesteld tussen de in aanbouw zijnde Uithof en het Centraal Station waarbij het exploitatietekort werd betaald door de universiteit. Deze pendeldienst werd later omgezet in een volwaardige lijn 11 en maakt in 2019 nog onderdeel uit van lijn 28. Op 2 januari 1968, toen de eerste faculteiten overgingen naar de Uithof, verscheen een openbaar vervoer-pendelbusdienst tussen het Diaconessenhuis en de Uithof in aansluiting op bus 3. Op 15 september 1969 werd de pendeldienst omgezet in een volwaardige lijn 12 die in de loop der jaren steeds drukker werd. Daarbij werd naast de frequentie ook de capaciteit verhoogd, in 1989 door de inzet van gelede bussen en sinds 2002 met dubbelgelede bussen. In de spitsuren reed alleen lijn 12S als sneldienst waarbij de passagiers tussen Stadion Galgenwaard en het Centraal Station werden verwezen naar lijn 13.
Tot de opening van de Uithoflijn reed buslijn 12 van U-OV naar De Uithof. Deze lijn vervoerde dagelijks zo'n 25.000 reizigers. Buslijn 28 (de voormalige lijn 11), die ook naar De Uithof rijdt, maar door de binnenstad via Neude, Janskerkhof en Biltstraat, is volledig HOV. Toch is de reistijd met lijn 28 nog 20 minuten tot de eerste halte op De Uithof, terwijl lijn 12 de eerste halte op De Uithof binnen een kwartier bereikte. De route van buslijn 12 was slechts gedeeltelijk een vrije busbaan. Vanaf het Centraal Station reden de bussen tot 2016 via de vrijliggende Adama van Scheltemabaan, dan voegden ze in bij de  Bleekstraat en reden ze vervolgens gemengd met het autoverkeer via het Stadion Galgenwaard en de Weg tot de Wetenschap naar de Uithof. Hoewel voor lijn 12 op sommige gedeelten van dat tussentraject bus-stroken waren gereserveerd, kwam de lijn op De Uithof pas weer op vrije busbanen. (Tijdens de bouw van de Uithofljn liep de route van lijn 12 voor de laatste jaren via de vrij liggende Dichtersbaan en voegden ze bij de Vondellaan in bij het gewone verkeer.) Na de halte Padualaan kwam de busbaan samen met die van lijn 28. Het hele tracé is geschikt gemaakt voor de 25 meter lange dubbelgelede bussen van het type Van Hool AGG300.

## Geschiedenis
Oorspronkelijk zou de lijn een zogenaamde HOV (Hoogwaardig openbaar vervoer)-busbaan worden. Op 18 april 2012 gaf het Bestuur Regio Utrecht groen licht om een tramlijn te realiseren, zodat de Uithoflijn bij oplevering deel is gaan uitmaken van het Utrechts HOV-netwerk. Het was oorspronkelijk de bedoeling dat de tramlijn in januari 2018 in gebruik zou worden genomen. Dit bleek in 2016 niet haalbaar, waardoor een nieuwe openingsdatum, 7 juli 2018, werd vastgesteld. Deze datum werd ook niet gehaald. Daarna was het de bedoeling dat de dienst van start zou gaan op 29 juli 2019, maar wegens niet opgeloste technische problemen is op 16 juli besloten de indienststelling uit te stellen naar 16 december 2019.
Medio 2017 was het duidelijk dat het tramgedeelte van de OV-terminal niet op tijd klaar zou zijn voor de geplande opening van de Uithoflijn op 7 juli 2018. Dit omdat is gebleken dat het tramspoor hier op een onderheide spoorplaat moest komen te liggen. Op 31 januari 2018 werd bekendgemaakt dat de lijn in 2018 niet meer gereed zou komen. Aanvankelijk werd overwogen de tram in de tweede helft van 2019 te laten pendelen tussen de halte station Utrecht Vaartsche Rijn en eindpunt P+R De Uithof, maar in oktober 2018 werd bekend gemaakt dat de Uithoflijn niet gefaseerd, maar in één keer wordt geopend in december 2019. Dat heeft te maken met het feit dat op diverse plaatsen werkzaamheden moesten worden uitgevoerd. Ook bleek dat de aanleg nog 84 miljoen euro duurder wordt. De Utrechtse VVD-gedeputeerde Jacqueline Verbeek-Nijhof van Mobiliteit, stapte begin februari 2018 op vanwege problemen met de Uithoflijn.
Op 14 december 2019 werd de lijn officieel geopend. Minister Cora van Nieuwenhuizen, gedeputeerde Arne Schaddelee, wethouder Lot van Hooijdonk en U-OV directeur Gerrit Spijksma onthulden de toegang naar tramhalte Utrecht Centraal Centrumzijde, waarna ze de tram namen naar P&R Science Park. Daarna mocht het publiek die zaterdagmiddag gratis kennismaken met de tram. Twee dagen later ging de tram de normale dienst rijden.

### Aanleg

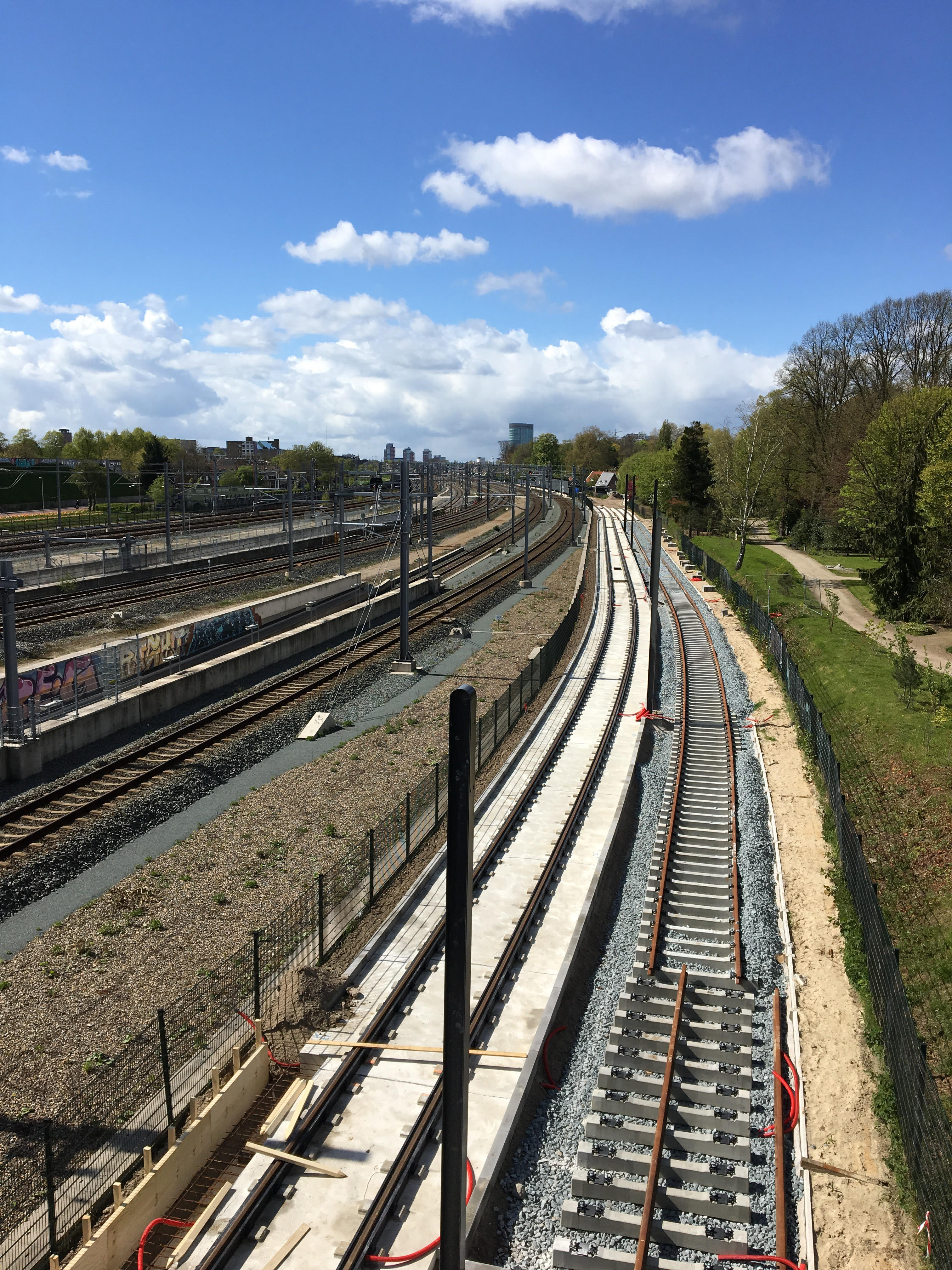
Uithoflijn in aanbouw ter hoogte van de Waterlinieweg; april 2017.

Begin juni 2012 maakte demissionair minister Melanie Schultz van Haegen bekend dat zij de 110 miljoen euro rijksgeld voor de nieuwe tramlijn niet wilde overmaken, omdat de Tweede Kamer had gezegd dat er voor de verkiezingen geen besluiten over de verbreding van de A27 genomen mochten worden. Volgens de minister maakten de A27, de Uithoflijn en de Noordelijke Randweg Utrecht (NRU) deel uit van een pakket en konden de plannen niet afzonderlijk worden gezien. Ondanks deze perikelen werd op 21 september 2012 officieel begonnen met de aanleg. Verkeerswethouder Frits Lintmeijer en Arjen Gerritsen van het BRU legden symbolisch een stuk spoor langs de Weg tot de Wetenschap bij het Zwembad De Krommerijn.
In de periode 2012-2014 werd vooral gewerkt aan het aanpassen van wegen om ruimte te maken voor de tramlijn. Ook werd op een deel van het tramtraject de onderbouw (bruggen, fundering, zandlichaam) aangelegd. Dit gebeurde op het gedeelte waar de tramlijn parallel liep aan het spoor dat in deze periode werd verbreed in het kader van project Randstadspoor. De projectorganisaties werkten hier samen en Prorail liet bij de bouw van het station Utrecht Vaartsche Rijn, en van de andere viaducten, ook viaducten voor de Uithoflijn bouwen.
Op 1 december 2014 werd bekend dat de Koninklijke BAM Groep de trambaan, bovenleiding en haltes ging aanleggen in de periode eind 2015-2017. De baan is tussen Station Utrecht Vaartsche Rijn en de Uithof uitgevoerd als veldspoor met bovenleiding met kettingophanging terwijl binnen de Uithof het spoor is aangelegd als straatspoor in de busbaan of in een grasbedding met conventionele bovenleiding. De eerste proefrit met een nieuwe tram op (een klein stukje van) de Uithoflijn vond plaats op 1 oktober 2017. Eind 2017 was de aanleg zo ver gevorderd dat er met trams gereden kon worden op het gedeelte Station Utrecht Vaartsche Rijn – P+R De Uithof. In januari en februari 2018 vonden nachtelijke proefritten plaats, op twee zaterdagen ook overdag. Vanaf 28 februari 2019 werd er vijf maanden lang overdag een proefbedrijf uitgevoerd.
Dat de tramlijn niet in juli 2018 in gebruik kon worden genomen had de volgende oorzaken:
- Het beveiligingssysteem kon pas later getest worden dan gepland omdat de spooraanleg pas eind 2017 gereed was. Ook het testen van de overweg in de Koningsweg liep vertraging op.
- In het stationsgebied liep de aanleg van de lijn uit door de andere werkzaamheden aldaar, en omdat er een onderheide plaat moest komen voor voldoende stabiliteit van de sporen
- De vernieuwde remise in Nieuwegein zou eind 2018 gereed zijn, maar dat liep uit tot zomer 2019.

In de nacht van 30 op 31 juli 2018 werden de twee eerste trams over het spoor van de remise in Nieuwegein naar het opstelterrein op de Uithof overgebracht (eerder waren al trams over de weg overgebracht). De verbindende schakel tussen de nieuwe Uithoflijn en de bestaande tramlijn naar Nieuwegein, de OV-terminal, was nu zo ver gereed dat er trams konden rijden. Omdat de bovenleiding nog niet gereed was, werden de trams door een Unimog getrokken. In de nacht van 29 oktober 2018 reed de eerste tram op eigen kracht via het Stationsgebied.
In de zomer van 2019 waren er problemen die eerst opgelost moesten worden voordat de reizigersdienst gestart kon worden:
- Problemen met de beveiliging, met name met de assentellers die er voor moeten zorgen dat de overweg in de Koningsweg tijdig sluit, gesloten blijft en weer opent.
- Enkele kruisingen tussen tram en wegverkeer moesten beter beveiligd worden, o.a. aan de Heidelberglaan.
- Op het Utrecht Science Park (de Uithof) werden nog zwerfstromen gemeten, die daar ongewenst zijn omdat gevoelige apparatuur hierdoor gestoord kan worden.

Uit de testritten is gebleken dat de vooraf berekende rijtijd van 17 minuten over de Uithoflijn niet werd gehaald. De werkelijke rijtijd is ongeveer 20 minuten, maar men verwachtte dat deze tijd door opgedane ervaring van de bestuurders zal verminderen. Een half jaar na het begin van de exploitatie bleek dat de rijtijd ongeveer 18 minuten en 45 seconden is, en het niet mogelijk is om die terug te brengen naar de gewenste 17 minuten. Dat heeft gevolgen voor de materieelinzet, door de langere rijtijd is er onvoldoende materieel om 16 keer per uur te gaan rijden. De Provincie Utrecht overweegt daarom 5 extra trams aan te schaffen.

### Geraamde kosten
De kosten van aanleg van de trambaan Utrecht Centraal – De Uithof, aanschaf van 27 trams en vernieuwing van de remise in Nieuwegein werden aanvankelijk begroot op circa 440 miljoen euro, waaraan het Rijk 110 miljoen euro bijdraagt. In januari 2018 werd bekend dat de kosten flink gingen oplopen. Volgens het AD van 16 januari was er acuut 30 miljoen euro nodig om de bouw niet te vertragen, en wellicht waren er nog vele tientallen miljoenen euro's extra nodig om de lijn af te bouwen en in bedrijf te kunnen nemen. Op 31 januari 2018 werd bekendgemaakt dat de kosten 84 miljoen euro hoger werden. Het NRC Handelsblad heeft de bewering gecheckt dat "de Uithoflijn met € 64.375,- per meter de duurste tramlijn ter wereld is" en kwam tot de conclusie dat deze 'deels waar' is, alleen een tramlijn in Jeruzalem zou duurder zijn. De Uithoflijn is dus wel de duurste tramlijn van Europa. Op 15 december 2020 publiceren de opdrachtgevers het 'Einddossier van een uniek Utrechts tramproject'. Hierin is op te maken dat de infrastructuur in totaal € 385,2 miljoen euro heeft gekost. De Uithoflijn betreft een 9 kilometer lange tramlijn, die bestaat uit 8 kilometer nieuwe infrastructuur en 1 kilometer vernieuwing van bestaande infrastructuur door het stationsgebied van Utrecht. De gemiddelde prijs per meter blijkt € 42.800,- per meter te bedragen, uitgaande van de 9 kilometer lange tramlijn en de kosten voor trammaterieel en opleiding van operationeel personeel niet meegerekend.

## Trammaterieel
Op 1 december 2014 werd bekendgemaakt dat de Spaanse fabrikant Construcciones y Auxiliar de Ferrocarriles (CAF) de trams gaat leveren. Het gaat hierbij om volledige lagevloertrams van het type Urbos 100. De lengte van de vijfdelige trams is 33 m en ze zijn 2,65 m breed. Er zijn per tram 62 zit-, 216 staan- en 2 rolstoelplaatsen. Soortgelijke trams rijden al (of gaan rijden) in steden als Amsterdam, Belgrado, Birmingham, Sydney en Zaragoza. De levering van de trams startte in december 2016.
Op 18 januari 2017 was de eerste tram bij de remise in Nieuwegein door het publiek te bezichtigen. Bij die gelegenheid werd bekendgemaakt dat er nog 22 zevendelige trams bijbesteld werden.

## Exploitatie
Er werd van uitgegaan dat vanaf 7 juli 2018 de trams zouden gaan rijden op de 7,5 km lange lijn. Uiteindelijk werd de openingsdatum vastgesteld op 16 december 2019.
Op maandag t/m vrijdag in de spits gaan er uiteindelijk 16 trams per uur rijden, die het traject in 18:45 minuten afleggen (gemiddelde snelheid: 25,6 km/h). In de eerste maanden na de opening reden er slechts 10 trams per uur, wat per 2 maart 2020 werd opgevoerd naar 12 per uur. In de avonduren rijdt de tram slechts 4 keer per uur. Op zaterdag en zondag dienen reizigers naar De Uithof gebruik te maken van buslijn 28 die via het centrum rijdt. Eind 2020 zou de tram ook in de weekenden gaan rijden. Verwacht werd dat er 45.000 mensen per dag gebruik gaan maken van de Uithoflijn. Net als bij de lijn naar Nieuwegein en IJsselstein kreeg de tramverbinding een lijnnummer (22) en wordt de naam Uithoflijn niet gebruikt in de exploitatie.
De trams van het type Urbos 100, geleverd door het Spaanse bedrijf Construcciones y Auxiliar de Ferrocarriles (CAF) zijn lagevloertrams met een lengte van ca. 33 m, die met twee stuks gekoppeld gaan rijden. Voor de geplande exploitatie zijn 24 trams nodig (12 gekoppelde eenheden) plus 3 reservetrams. De trams zullen van de remise van de SUNIJ-lijn (bij Nieuwegein) gebruik gaan maken, die voor dit doel in 2017-2019 compleet vernieuwd is. Tevens is er bij het eindpunt P+R de Uithof een opstelterrein voor 16 trams.
De eerste drie maanden (19 december 2019 - half maart 2020) nam het aantal reizigers tussen Utrecht Centraal en de Uithof flink toe. Het gemiddelde lag op circa 24.000 per dag. Buslijn 12 vervoerde gemiddeld 20.000 reizigers per dag. In februari werd een maximum van 30.000 reizigers per dag bereikt, begin maart was er de miljoenste reiziger. De frequentie werd van tien keer per uur verhoogd naar twaalf keer per uur. Volgens de planning zou het aantal reizigers in de toekomst moeten groeien naar 34.000 per dag.
Met ingang van 20 maart 2020 werd de Uithoflijn als gevolg van de sterk teruggelopen reizigersaantallen tijdens de coronacrisis voor onbepaalde tijd opgeheven. Op 1 april 2020 werd de dienst op beperkte schaal in de spits weer hervat.
Het reizigersaantal bleef gering. Omdat er (veel) minder studenten en andere bezoekers naar de Uithof reisden, reden de trams bijna zonder passagiers. In juli 2020 stapten er bij Utrecht Centraal gemiddeld vier reizigers in, terwijl een tramstel capaciteit heeft voor vierhonderd. De frequentie van acht keer per uur in juli werd in september 2020 verhoogd naar twaalf keer per uur.
Sinds juli 2022 is er een doorgaande verbinding tussen Nieuwegein / IJsselstein en de Uithof. Daarvoor kon de tram alleen rijden tussen het Utrechtse Centraal Station en de Uithof omdat de uit 1983 daterende Zwitserse trams van de lijn naar Nieuwegein een hoge vloer waardoor de haltes dus ook hoge perrons hadden, daardoor konden de lagevloertrams niet van deze haltes gebruikmaken. Omgekeerd hebben de haltes van de Uithoflijn lage perrons, die daarmee ongeschikt zijn voor de oude SUNIJ-trams. Sinds de zomer van 2020 werd de tramlijn tussen Utrecht, Nieuwegein & IJsselstein voorzien van lage perrons en werden er 22 nieuwe zevendelige trams aangeschaft bij dezelfde fabrikant als de trams van de Uithoflijn, hiervoor had de provincie Utrecht 141 miljoen euro uitgetrokken. De oude Zwitserse trams uit 1983 werden in juli 2020 buiten dienst gesteld. In januari 2021 was de verlaging van de haltes voltooid, alleen was bij Nieuwegein City, voorheen bekend als Nieuwegein Stadscentrum, de halte tijdelijk verplaatst, dit omdat in het stationsgebied van Nieuwegein werd gewerkt aan een nieuwe tramhalte, die door herinrichting van het gebied zou worden verlegd, deze verlegging begon op 26 februari 2022, waarna op 9 Juli de definitieve halte werd geopend, sindsdien kan men met de tram vanuit Nieuwegein en IJsselstein doorrijden naar de Uithof
Vanaf 2022 groeide het aantal passagiers. In 2023 was het aantal instappers op de haltes van de Uithoflijn volgens de Provincie Utrecht 5,1 miljoen. In 2024 steeg dat naar 6 miljoen. Dit zijn ruim 23.000 instappers per dag.
De lijnen 60 en 61 werden vernummerd in lijn 20 en 21 en samen met lijn 22 wordt tussen CS Centrumzijde en P+R Science Park op werkdagen overdag door elke lijn 4 maal per uur gereden, gezamenlijk 12 maal per uur. Na 17.30 tot 21.30 uur rijden alleen de lijnen 20 en 21. Na dit tijdstip en op zaterdag en zondag wordt niet gereden en worden de passagiers verwezen naar buslijn 28.
In mei 2024 verzocht het Utrechtse college van B&W de Provincie Utrecht om ook in de weekends trams te laten rijden op de Uithoflijn. Volgens het college kon tramlijn 22 dan een rol spelen voor bezoekers aan de stad of bijvoorbeeld de Jaarbeurs, die parkeren in P+R de Uithof en verder de stad inreizen met de tram. In januari 2025 kondigde de Provincie Utrecht aan dat er in de weekenden trams op de Uithoflijn gaan rijden wanneer FC Utrecht thuis speelt in Stadion Galgenwaard. Hetzelfde geldt op open dagen van de Universiteit Utrecht en de Hogeschool Utrecht.

## Foto's van de openingsdag van de Uithoflijn

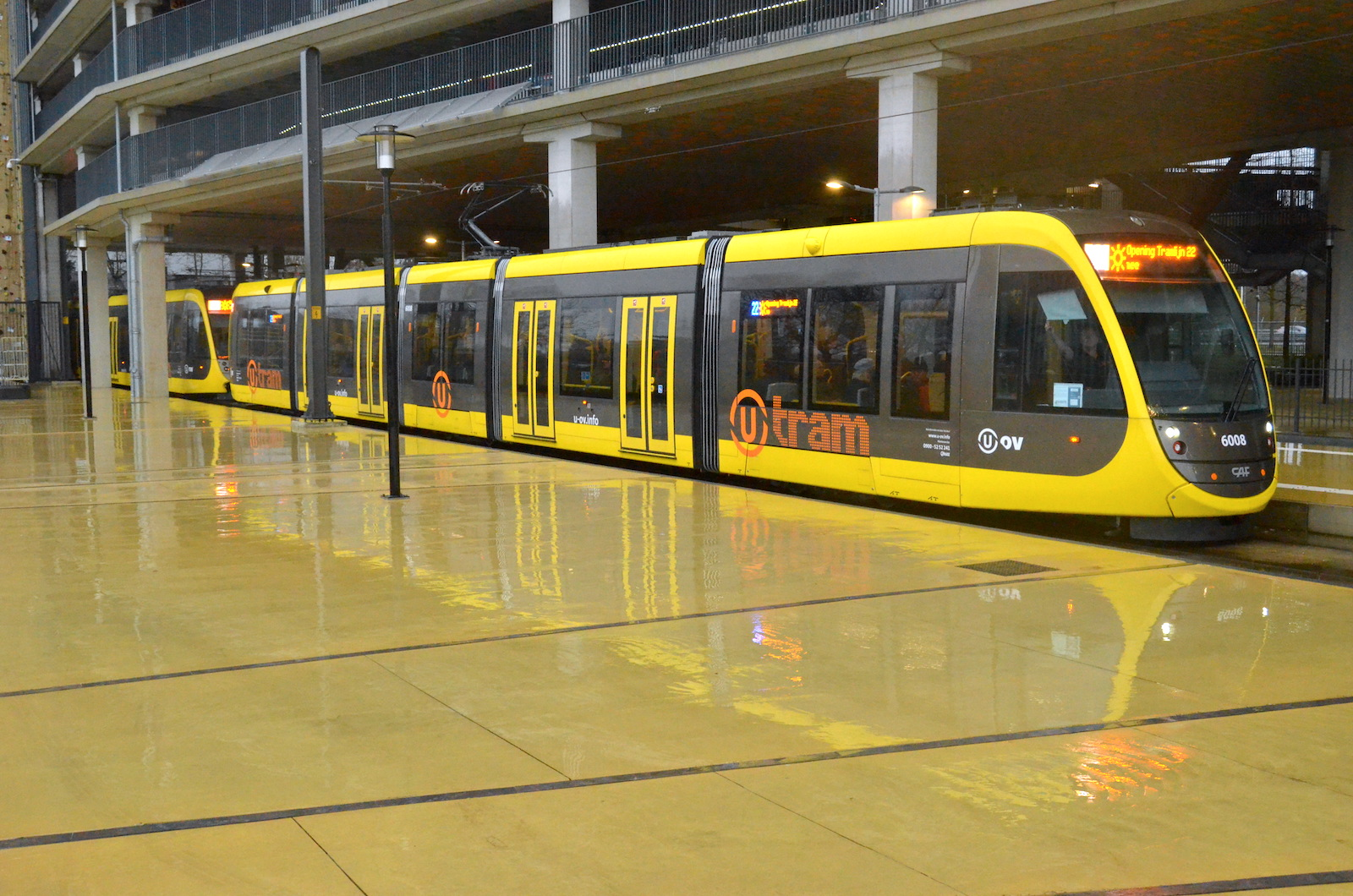
Tramstel 6008 van de Uithoflijn bij de halte P+R Science Park, op de openingsdag; 14 december 2019.
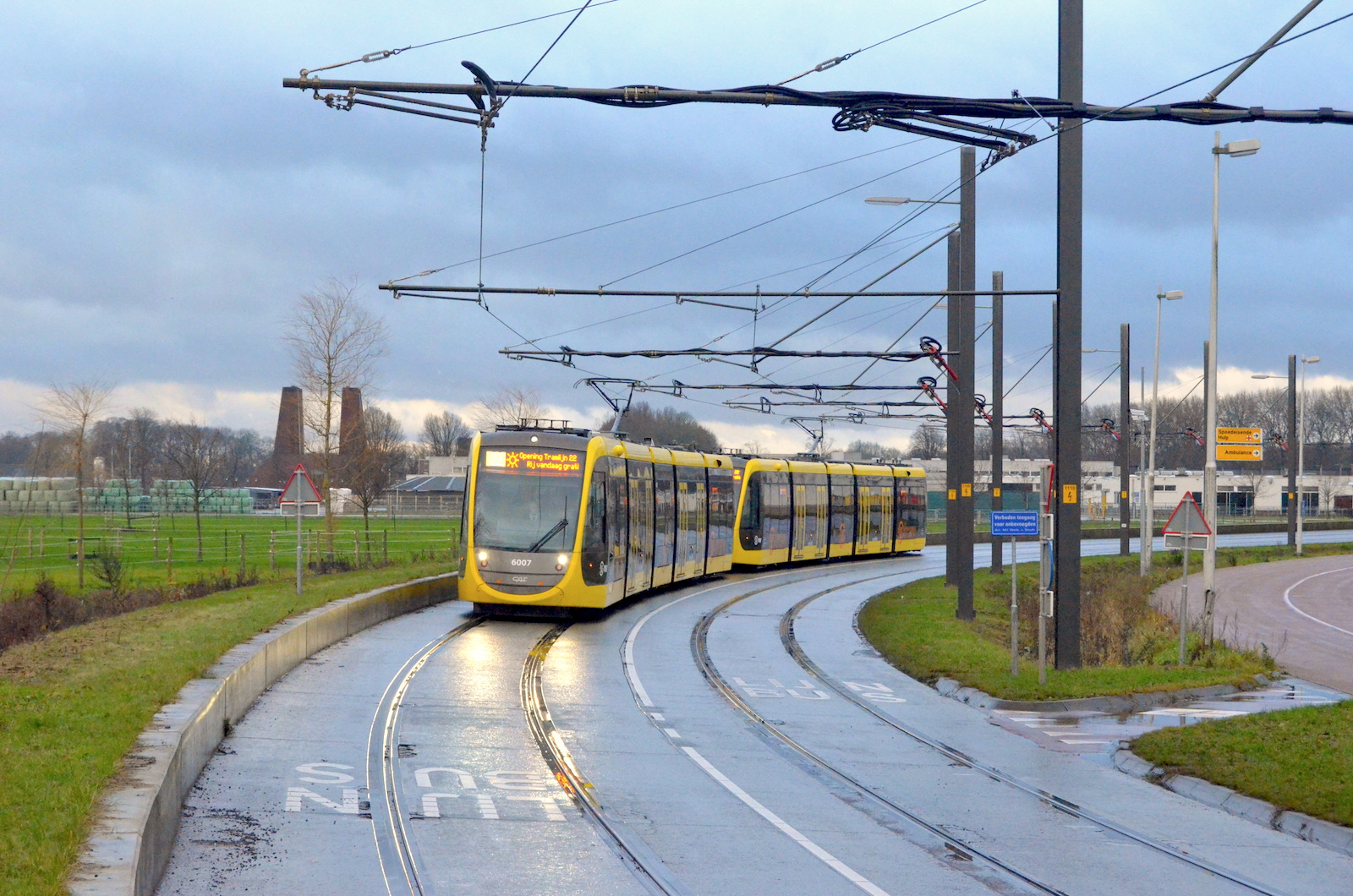
Tramstel 6007 van de Uithoflijn in de boog tussen de haltes UMC Utrecht en WKZ / Maxima, op de openingsdag; 14 december 2019.
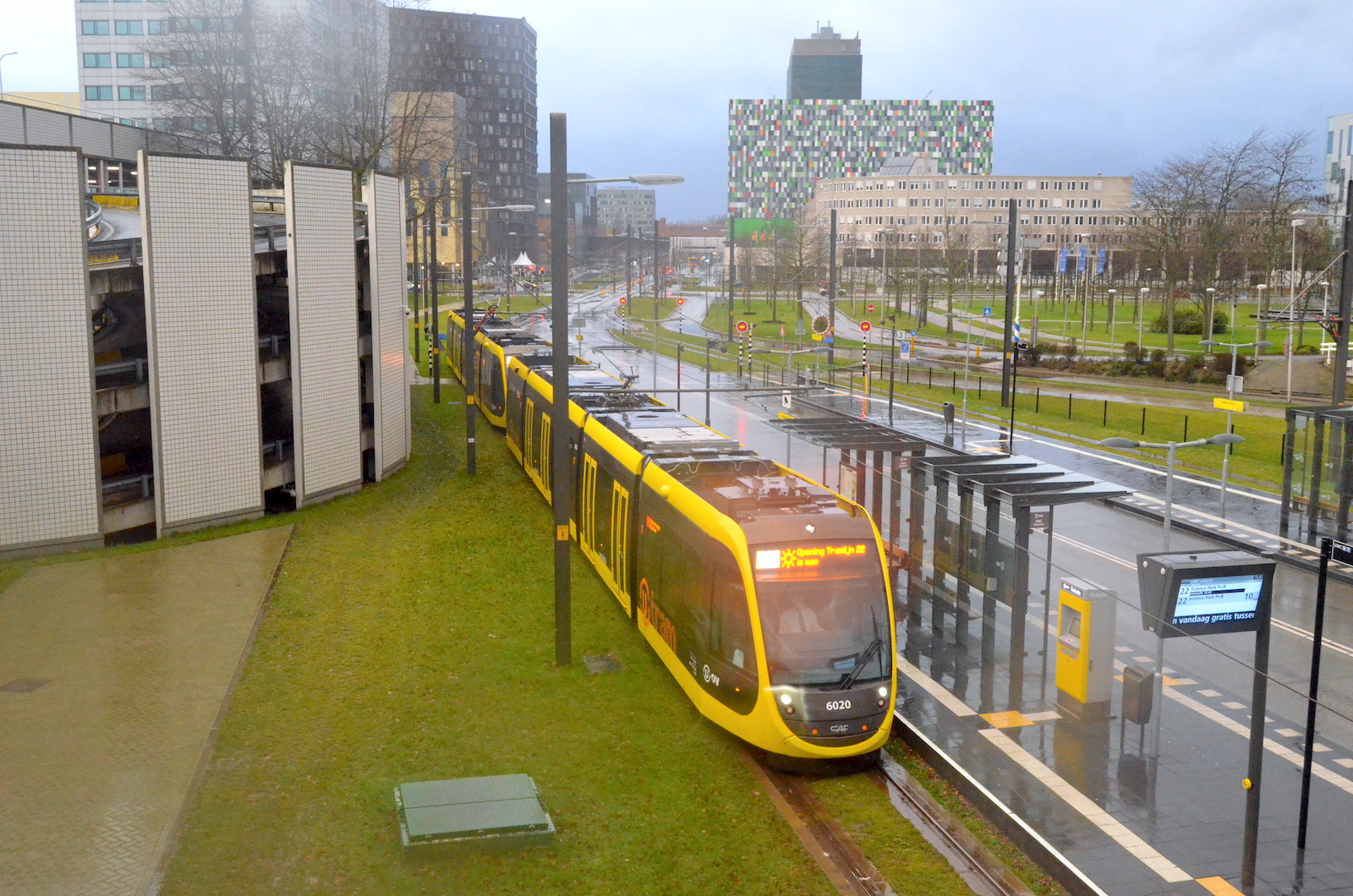
Tramstel 6020 van de Uithoflijn bij de halte UMC Utrecht, op de openingsdag; 14 december 2019.
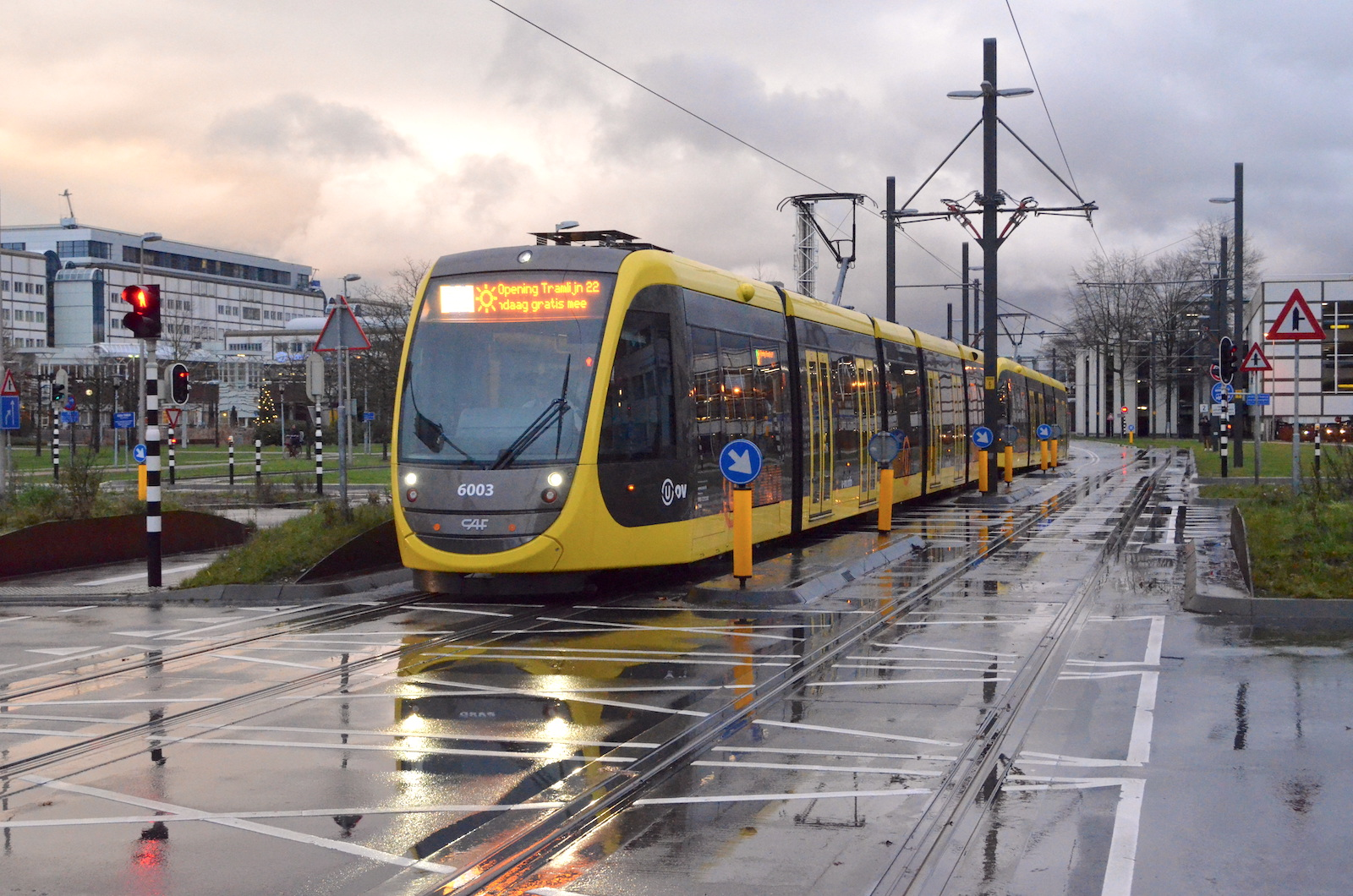
Tramstel 6003 van de Uithoflijn op de kruising met de Universiteitsweg, op de openingsdag; 14 december 2019.
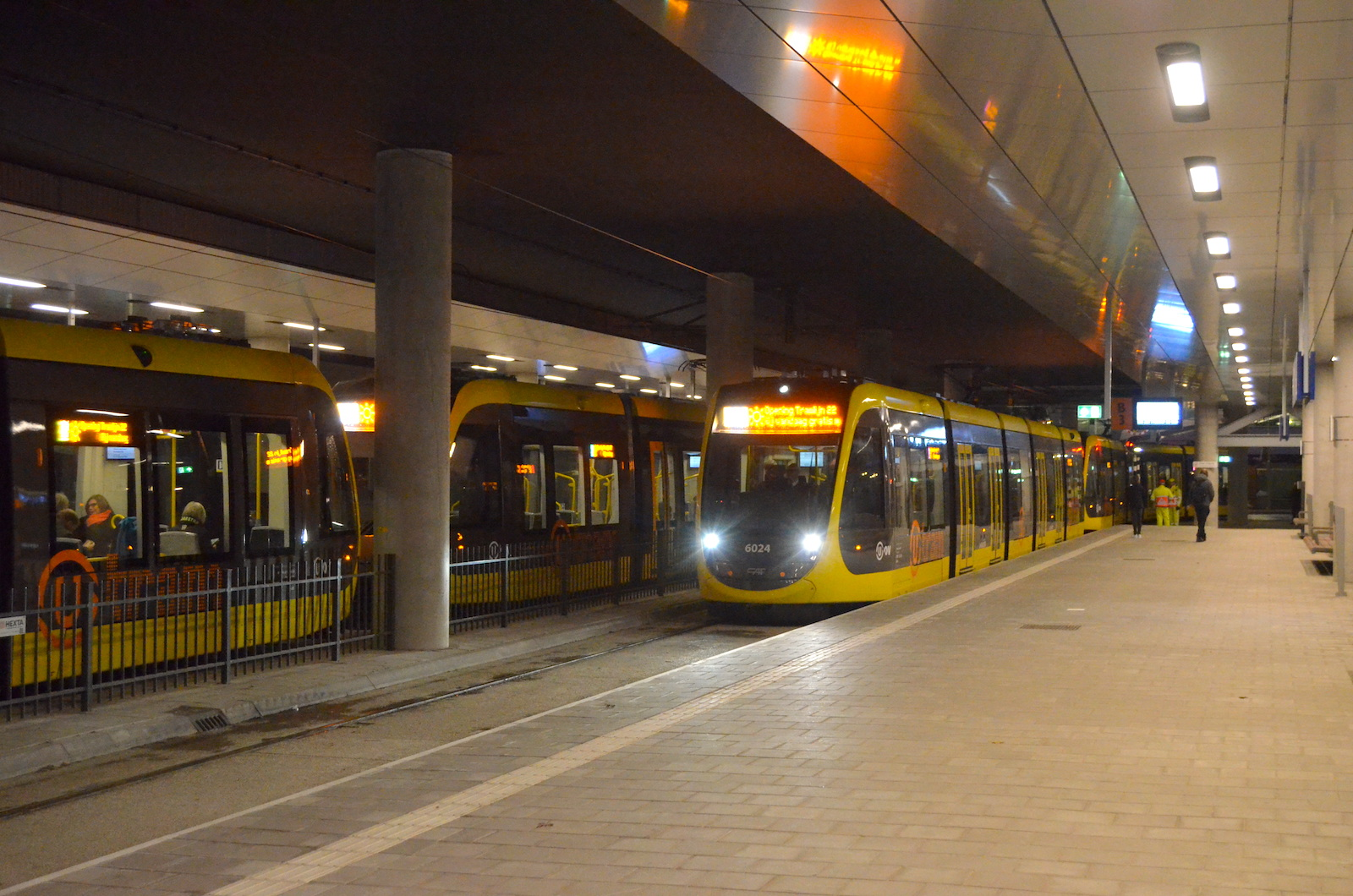
Tramstel 6024 van de Uithoflijn bij de halte Utrecht CS Centrumzijde, op de openingsdag; 14 december 2019.